# ابن الطيب الشرقي
أبو عبد الله محمد بن الطيب الصميلي الشرقي الفاسي المغربي الإمام اللغوي الشهير بابن الطيب الشرقي ، إمام اللغة في زمانه، صاحب التصانيف الجليلة، من قرأ على يده نجب، وهو أستاذ الزبيدي صاحب معجم تاج العروس، والشرقي نسبة إلى (شراقة) على مرحلة من فاس ، كان له مشاركة في سائر العلوم ورواية واسعة، أخذ العلم عن جلة علمائها كالسناوي والوجاري وبناني وغيرهم، من أبرز آثاره كتاب (المسلسلات) في الحديث، و(فيض نشر الانشراح) حاشية على كتاب الاقتراح للسيوطي في النحو.

## السيرة
ولد ابن الطيب الشرقي سنة (1110هـ) بمدينة فاس، جده لأبيه أبو عبد الله محمد بن موسى الذي كان عالماً صالحاً أديباً بارعاً، وعم جده كان معروفاً بالفقيه المقرئ الصالح، وأبوه محمد الطيب الذي يعد من شيوخه الذين أخذ عنهم، وأخته آمنة التي كانت تحضر مجالس العلم والحديث في القرويين، وعمته الزهراء زوجة الحسن بن مسعود اليوسي التي يروي عنها بعض المسلسلات الحديثية، وهكذا كانت لهذه البيئة العلمية التي نشأ فيها ابن الطيب الشرقي أثر كبير في تكوينه العلمي.
نشأ وترعرع وأخذ العلم بفاس مسقط رأسه، ثم رحل إلى المشرق فحج ودرس بالحرم النبوي، ودخل إلى الروم، ثم رجع إلى مصر، وانتفع بعلمه خلق كثير، وكل من درس على يده ببلده نجب.

## شيوخه
أخذ ابن الطيب الشرقي العلم عن أشهر علماء أهل زمانه، إذ يقارب عدد شيوخه المائتين، من بينهم:
- أبو عبد الله محمد بن العربي الفاسي (ت1129هـ).
- أبو العباس أحمد بن محمد بن ناصر الدرعي (ت1129هـ).
- أبو عثمان سعيد بن أبي القاسم العميري (ت1131هـ).
- أبو عبد الله مَحمد بن عبد الرحمن الفاسي المعروف بالصغير (ت1134هـ).
- أبو عبد الله محمد بن أحمد ابن المسناوي (ت1137هـ).
- أبو عبد الله محمد بن أحمد بن الشاذلي (ت1137هـ).
- أبو العباس أحمد بن علي الوجاري (ت1141هـ) .

## مصنفاته
ألف ابن الطيب الشرقي مؤلفات كثيرة، حيث كان غزير الإنتاج، منكب على التأليف، ومن أشهر كتبه:
- تحرير الرواية في تقرير الكفاية.
- الاستشفاء بشرح ذات الشفا.
- حاشية على قاموس الفيروز آبادي، مجلدان ضخمان.[4]
- شرح المضرية في مدح خير البرية.
- إقرار العين بإقرار الأثر بعد ذهاب العين.
- إرسال الأسانيد وإيصال المصنفات والمسانيد.
- الأنيس المطرب في من لقيته من أدباء المغرب.
- الرحلة الحجازية الأولى والثانية.
- الأفق المشرق بتراجم من لقيناه بالمشرق.
- أجوبة فقهية.
- حواشي المحلى.
- الاستمساك بأوثق عروة في الأحكام المتعلقة بالقهوة.
- الأفق المشرق بتراجم من لقيناه بالمشرق.
- شرح المزهر في علوم اللغة للسيوطي.
- موطئة الفصيح لموطأة الفصيح .
- شرح كافية ابن مالك.
- شرح شواهد الكشاف.
- حاشية على المطول.
- المسلسلات في الحديث.
- فيض نشر الانشراح .
- وغيرهم الكثير، إذ تنيف على الخمسين .

## الوفاة
توفي العالم اللغوي ابن الطيب شيخ الزبيدي بالمدينة المنورة سنَة 1170هـ ودفن عند قبر السيدة حليمة.